# Єйтсвілл (Пенсільванія)
Єйтсвілл (англ. Yatesville) — місто (англ. borough) в США, у окрузі Лузерн штату Пенсільванія. Населення — 638 осіб (2020).

## Географія
Єйтсвілл розташований за координатами 41°18′13″ пн. ш. 75°46′57″ зх. д. / 41.30361° пн. ш. 75.78250° зх. д. (41.303701, -75.782419).  За даними Бюро перепису населення США в 2010 році місто мало площу 1,58 км², уся площа — суходіл.

## Демографія
Згідно з переписом 2010 року, у селищі мешкало 607 осіб у 239 домогосподарствах у складі 175 родин. Густота населення становила 385 осіб/км².  Було 247 помешкань (157/км²).
Расовий склад населення:
| - 97,4 % — білих - 1,0 % — азіатів - 0,8 % — чорних або афроамериканців |

До двох чи більше рас належало 0,5 %. Частка іспаномовних становила 0,5 % від усіх жителів.
За віковим діапазоном населення розподілялося таким чином: 20,6 % — особи молодші 18 років, 60,5 % — особи у віці 18—64 років, 18,9 % — особи у віці 65 років та старші. Медіана віку мешканця становила 46,5 року. На 100 осіб жіночої статі у селищі припадало 83,9 чоловіків;  на 100 жінок у віці від 18 років та старших — 90,5 чоловіків також старших 18 років.
Середній дохід на одне домашнє господарство  становив 75 971 долар США (медіана — 55 781), а середній дохід на одну сім'ю — 87 993 долари (медіана — 70 417). Медіана доходів становила 53 704 долари для чоловіків та 48 333 долари для жінок. За межею бідності перебувало 5,2 % осіб, у тому числі 9,3 % дітей у віці до 18 років та 6,6 % осіб у віці 65 років та старших.
Цивільне працевлаштоване населення становило 302 особи. Основні галузі зайнятості: освіта, охорона здоров'я та соціальна допомога — 24,2 %, науковці, спеціалісти, менеджери — 9,6 %, виробництво — 8,9 %, публічна адміністрація — 8,3 %.